# 1635 en France
Chronologie de la France
- 1631
- 1632
- 1633
- 1634
- 1635
- 1636
- 1637
- 1638
- 1639

## Événements
- Mauvaise récolte liée au climat[1]. Vague de chaleur (1635-1639)[2].

- 29 janvier : création par lettres patentes de l’Académie française à Paris, enregistrées par le Parlement en 1637[3].
- Carême (février-mars) : Saint-Cyran devient directeur de conscience des religieuses de Port-Royal des Champs. Angélique Arnauld introduit le jansénisme à Port-Royal[4].
- 2 mars : Hugo Grotius, ambassadeur de Suède en France, arrive à Paris[5].
- 14 - 18 mai : des émeutes à Bordeaux, à la suite de levée de taxes sur le vin, font plusieurs morts[6].
- 15 mai : après les lettres patentes que le roi avait signées en janvier 1626, et un édit de 1633 déclarant un achat de propriété terrienne sur la terre d'Alez, un nouvel édit royal confirme en ce 15 mai 1635 l'inauguration du Jardin royal des plantes médicinales à Paris[7]. Surnommée le Jardin du roi, cette institution deviendra plus tard, en 1793, à la Révolution, l'actuel Muséum national d'histoire naturelle.
- 19 mai : après avoir conclu une alliance avec les Provinces-Unies prévoyant le partage des Pays-Bas le 8 février, la France déclare la guerre à l’Espagne et prend part directement à la Guerre de Trente Ans[8].
- 22 mai : victoire de l’armée française de Brézé et Châtillon sur les troupes espagnoles du prince Thomas de Savoie à la bataille des Avins, aux Pays-Bas ; le typhus empêche les Français de marcher sur Bruxelles[9].
- 23 mai : lettre de Mersenne à Peiresc, qui mentionne pour la première fois son « Academia pariensis », qui annonce la future académie des Sciences[10].

- Mai : institution permanente des intendants de justice, police et finances, chargés de prendre en main l'assiette et la répartition des impôts, et d'assurer des fonctions de police et de justice[11].

- 15 juin : nouvelles émeutes à Bordeaux. Le duc d’Epernon doit détruire les barricades. L’insurrection gagne Toulouse, Agen, Périgueux et Poitiers[6].
- 17-18 juin : soulèvement antifiscal à Agen[12].
- 24 juin : ordonnance du cardinal de Richelieu, prise à la demande du roi Louis XIII, accordant aux Arméniens de France la liberté du commerce[13], leur permettant de « faire venir et apporter en toute liberté, et sûreté de leurs dicts pays en ports et havres de Provence et autres de ce royaume telle quantité de soyes et austres marchandises que bon leur semblera pour les y vendre et débiter en payant les droits pour ce dû à Sa Majesté ».
- 27 juin : le duc de Rohan repousse les impériaux de Fenarmont dans la vallée de Livigno[9].
- 3 juillet : victoire de Rohan au pont de Mazzo[9].
- 11 juillet : traité de Rivoli entre la France, les ducs de Savoie, de Parme, de Modène et de Mantoue contre l’Espagne[8]. En juillet, grâce à la logistique mise en œuvre par Sublet de Noyers, secrétaire d’État à la guerre, la France met en ligne 134 000 fantassins et 26 000 cavaliers, répartis en 9 armées (Valteline, plaine du Pô, Pays-Bas espagnols, Franche-Comté, Alsace, Trèves, Pays basque, Roussillon). La flotte du Ponant comprend 38 vaisseaux, 6 brûlots et 20 flûtes. Celle du Levant 13 vaisseaux et 12 galères.
- 1er août : traité de Ruel. La ville impériale de Colmar se place sous la protection de la France[14].
- 21 septembre : vendanges précoces à Dijon[2].
- 2 octobre : Louis XIII reprend Saint-Mihiel[9].
- 19 décembre : Pierre Séguier devient chancelier de France (1635-1651 puis 1656-1672)[15].